# 俊螳科
俊螳科（学名：Epaphroditidae）是螳螂目下的一个科。

## 下属分类
本科包括以下属：
- 丽螳属 Callimantis Stal, 1877
- 俊螳属 Epaphrodita Serville, 1831
- 膝螳属 Gonatista Saussure, 1869
- 小膝螳属 Gonatistella Giglio-Tos, 1915